# Bildungsexpansion
Die Bildungsexpansion, die den sozialen Wandel vor allem in den letzten Jahrzehnten sehr prägte, bezeichnet den starken Ausbau der sekundären und tertiären Bereiche des Bildungswesens. Durch die somit gestiegene Partizipation an höheren Bildungsbereichen kommt es zu einer „Höherqualifizierung der Bevölkerung“ oder aus schichtsoziologischer Sicht zu einer „Umschichtung nach oben“.

## Deutschland
Die Bildungsexpansion setzte in Deutschland im 19. Jahrhundert ein und nahm ab diesem Zeitpunkt, mit einzelnen Phasen der Stagnation, fortgehend zu. Vor allem die Wertigkeit der Bildung für das Wirtschaftswachstum und der damit einhergehende Nutzen für die Gesellschaft trugen zu dieser Entwicklung bei. Infolgedessen lässt sich Bildung als „Humankapital […] und […] Bürgerrecht“ bezeichnen. Die Hauptschule entwickelte sich aufgrund der Bildungsexpansion zu einer Restschule. Während sie 1952 79 % aller Schüler aufnahm, waren es 2012 nur noch 15 % der Achtklässler. Die Partizipationszahlen an Gymnasien hingegen entwickelten sich im Vergleich entgegengesetzt zu denen der Haupt- bzw. Volksschulen. 1952 besuchten 13 % der Schüler ein Gymnasium, wohingegen es 2012 schon 37 % waren. Man geht davon aus, dass in den nächsten Jahren Hauptschulen sogar ganz aus dem deutschen Bildungssystem verschwinden werden. Auch die Anzahl der Gymnasialabschlüsse und der Absolventen mit Fachhochschulreife haben sich in den letzten Jahrzehnten vervielfacht, was einen, im Vergleich zu 1960, zehnmal größeren Prozentsatz an Studienberechtigten zur Folge hatte. Durch diese Verschiebung verschlechterten sich zunehmend die Aussichten von Jugendlichen, die ihre Schullaufbahn ohne einen Hauptschulabschluss beenden. Die Zahl dieser Jugendlichen hat sich zwar prozentual gesehen stark verringert, doch die Betroffenen haben mit schlimmen Folgen zu rechnen, wie zum Beispiel mit sehr schlechten Chancen auf dem Arbeitsmarkt.
Gab es 1830 in Deutschland etwa 16.000 Studenten so stieg diese Zahl bis zum Ende des Kaiserreichs 1918 auf das 10fache und bis 2015 auf das 200fache. Bis zur Machtergreifung der Nationalsozialisten 1933 stieg die Studentenzahl weiter. Nach einem Rückgang in der Zeit des Nationalsozialismus begann nach dem Zweiten Weltkrieg erneut eine kontinuierliche Steigerung der Studentenzahlen und in der Folge der Akademikerquote. Diese Expansion wurde durch verschiedene Faktoren gefördert. Der Zugang zu Hochschulen, der ursprünglich nur über das Gymnasium möglich war, war ab 1900 auch über den Abschluss am Realgymnasium möglich, seit den 1920er Jahren kam der Zweite und Dritte Bildungsweg hinzu. Daneben stieg die Zahl der Hochschulen. 1899 wurden die Technischen Hochschule den Universitäten gleichgestellt, weitere Hochschultypen folgten. Die Zulassung von Frauen zum Hochschulstudium (in Preußen ab 1908) führte zu dem (anfangs langsamen) Wachstum der Akademikerquote der Frauen.

### Ursachen
Die Ursache der Bildungsexpansion lässt sich primär mit dem immer größer werdenden Qualifikationszwang der Bevölkerung begründen. Angetrieben wurde dieses Phänomen durch den technischen und wissenschaftlichen Fortschritt innerhalb der Gesellschaft, der zur Folge hatte, dass spezielle Kompetenzen und Kenntnisse kontinuierlich wichtiger wurden. Dieser Bedarf an Qualifikationen wurde des Weiteren durch die immer facettenreicheren Aufgabenbereiche in Wirtschaft, Gesellschaft und Politik sowie durch die Relevanz der internationalen Bündnisse beeinflusst. Das theoretische Wissen lässt sich demzufolge bildlich als Motor der wirtschaftlichen und gesellschaftlichen Entwicklung darstellen.
Eine weitere ausschlaggebende Ursache der Bildungsexpansion stellt der Konkurrenzkampf der Menschen um höhere gesellschaftliche Positionen dar und der damit verbundene Zwang zu höheren Bildungsabschlüssen. Besonders zielstrebige, willensstarke Menschen nutzen diesen Bildungsvorsprung zur Statussicherung und müssen bei steigender Anzahl der Mitbewerber mit gleichrangigen oder sogar höheren Bildungsabschlüssen ihren Sozialstatus durch Bildungsaufwand wiederherstellen. Dies steht im direkten Zusammenhang mit der Auslese durch die Arbeitgeber. Höherrangige Abschlüsse weisen den Arbeitgeber auf besondere Fähigkeiten und Kenntnisse hin, die im Beruf von Nutzen sein könnten. Infolgedessen erhöht sich mit einem guten und aussagekräftigen Bildungszertifikat die Chance auf den gewünschten Arbeitsplatz.

### Folgen
Die gesellschaftlichen, kulturellen und sozialstrukturellen Veränderungen, welche man als Folge der Bildungsexpansion betrachten kann, sind mannigfaltig. Wirtschaft und Wohlstand stehen im direkten Zusammenhang mit dem Bildungsstand, dem Wissen und den Kompetenzen einer Bevölkerung. Bei einem höheren Bildungsstand kommt es zum finanziellen und wirtschaftlichen Wachstum des Landes, weshalb man Bildung auch als Schlüssel zu Reichtum einer Gesellschaft sehen kann. Dies wiederum lässt sich damit begründen, dass Individuen mit einem höheren Bildungsabschluss effektiver arbeiten können. Infolgedessen wirkt sich die Bildungsexpansion nicht nur positiv auf das jeweilige Land aus, sondern hat auch einen großen individuellen Nutzen. Dennoch lässt sich dieses positive Resultat nicht allseitig bestätigen, zumal auch der Zustand des Arbeitsmarktes (Verhältnis von Angebot und Nachfrage) einen bedeutenden Einfluss auf das Wirtschaftswachstum hat.
Eine wesentliche Veränderung lässt sich auch im Zusammenhang von Bildung und Politik feststellen. Das insgesamt höhere Bildungsniveau führt zu einem wachsenden Interesse an Politik und begünstigte das politisch-kritische Denken der Bevölkerung. Außerdem verbesserte sich die individuelle Fähigkeit, politische sowie gesellschaftliche Informationen zu verarbeiten und analysieren. Das folglich erlangte politische Wissen spiegelt sich vor allem in den Partizipationszahlen hinsichtlich Demonstrationen und anderen politischen Aktivitäten wider.
In Hinblick auf die Chancengleichheit profitierten insbesondere Frauen von der Bildungsexpansion. In den letzten Jahren absolvierten sogar mehr Frauen als Männer das Abitur. Jedoch ist die gewählte Schullaufbahn immer noch stark abhängig von der sozialen Herkunft. 2010 hatten 60 % der Gymnasiasten Eltern mit Abitur, während nur 8 % der Gymnasial-Schüler Eltern mit einem Hauptschulabschluss hatten.
Der Grund für dieses Phänomen beruht laut Becker hauptsächlich auf der „schichtspezifischen Kosten-Nutzen-Kalkulation“. Diese besagt, dass Individuen aus niedrigeren Schichten, aus Angst vor dem Scheitern an höheren Schulformen, nur selten in Bildung investieren.
Außerdem verweilen immer mehr junge Menschen im Bildungssystem, bevor sie anfangen einen bestimmten Beruf auszuüben. Diese Phase zwischen Jugend und Erwachsenenalter, die in der Regel zwischen 18 und 29 Jahren stattfindet, wird als Postadoleszenz bezeichnet.
Des Weiteren trägt ein hohes Bildungsniveau dazu bei, sich selbst besser zu kontrollieren und zu reflektieren, also autonom zu handeln. Aufgrund dessen entsteht ein Pluralismus in der Gesellschaft, der sich nicht nur auf die Werte, sondern auch auf die unterschiedlichen Lebensweisen bezieht.
Empirisch lässt sich zusätzlich belegen, dass die Gesundheit einer Gesellschaft im direkten Zusammenhang mit deren Bildungsniveau steht und die Population langsamer wächst. Dies lässt sich hauptsächlich mit späteren Geburten, der zunehmenden Kinderlosigkeit und den zurückgehenden Kinderzahlen pro Frau begründen.